# Arthur Lehmann (Politiker, 1886)
Ernst Arthur Wilhelm Lehmann (* 30. Juli 1886 in Sommerfeld, Landkreis Crossen; † 12. Juli 1966 in Langenhagen) war ein deutscher Politiker (SPD) und Mitglied des Niedersächsischen Landtages.

## Leben
Arthur Lehmann wurde in der Gründerzeit des Deutschen Kaiserreichs geboren. Zur Zeit des Ersten Weltkrieges war er Mitbegründer des Reichsbunds der Kriegsbeschädigten und Kriegsteilnehmer. Später wurde er zum Vorsitzenden von dessen Landesverband Niedersachsen gewählt.
Arthur Lehmann arbeitete als Gewerkschaftssekretär. Vom 3. März 1954 bis 5. Mai 1955 war er Mitglied des Niedersächsischen Landtages (2. Wahlperiode).
Lehmann war seit dem 30. März 1957 mit Marie Auguste Hildegard geb. Lehne verheiratet. Die Eheschließung fand in Celle statt. Arthur Lehmann starb am 12. Juli 1966 um 18:15 Uhr in seiner Wohnung in der Kurt-Schumacher-Allee 40 in Langenhagen im Alter von 79 Jahren.

## Lehmannstraße
Die 1970 im hannoverschen Stadtteil Davenstedt angelegte Lehmannstraße wurde laut dem Adressbuch des Folgejahres nach dem verstorbenen Arthur Lehmann benannt, der zuvor „in diesem Gebiet ein größeres Bauprojekt durchführte“.